# Ep Verkerk

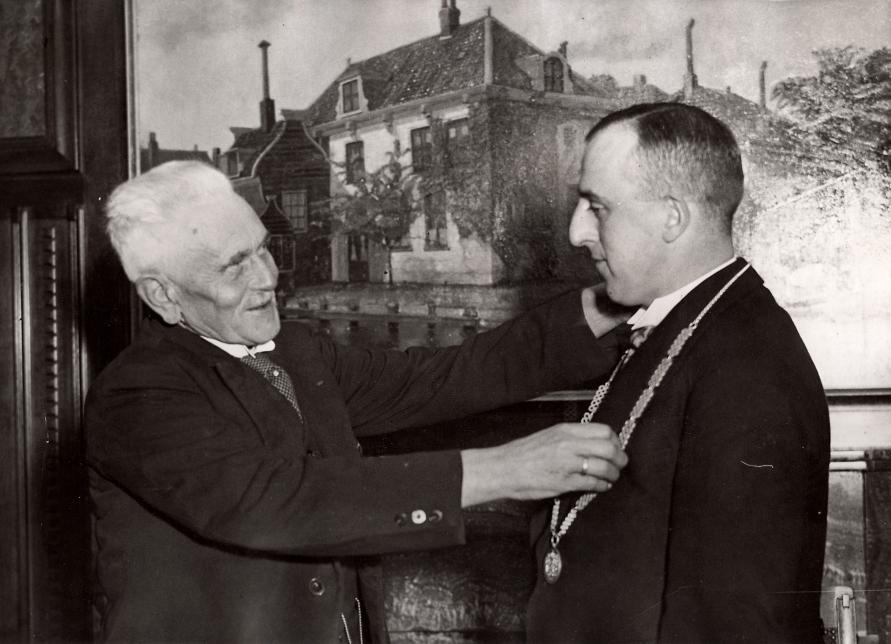
Mr. E.P. Verkerk (rechts) bij installatie als burgemeester van Boskoop (1933)

Elias Pieter (Ep) Verkerk (Culemborg, 25 juli 1899 – 8 november 1977) was een Nederlands politicus van de ARP.
Hij werd geboren als zoon van Marcus Verkerk (1856-1928; sigarenfabrikant) en Jantje Krul (1862-1948). Hij is in 1924 afgestudeerd in de rechten aan de Rijksuniversiteit Utrecht en ging daarna werken als volontair bij de gemeentesecretarie van Everdingen. Met ingang van 1 juli 1925 werd de toen 25-jarige Verkerk burgemeester van de Gelderse gemeenten Hedel en Kerkwijk. Acht jaar later volgde zijn benoeming tot burgemeester van Boskoop. Hij promoveerde in 1939 op het proefschrift Toelatingseischen voor lidmaatschap van den Volkenbond. Aan het eind van de bezettingsperiode werd hij vervangen door een NSB-burgemeester maar na de bevrijding keerde Verkerk terug als burgemeester van die gemeente. Vanaf 1946 was hij bovendien zeventien jaar Tweede Kamerlid en zes jaar lid van de Provinciale Staten van Zuid-Holland. Verkerk ging in 1964 met pensioen en overleed in 1977 op 78-jarige leeftijd.